# Strupkiv, Colomeea
Strupkiv (în ucraineană Струпків) este localitatea de reședință a comunei Strupkiv din raionul Colomeea, regiunea Ivano-Frankivsk, Ucraina.

## Demografie
Componența lingvistică a localității Strupkiv
     Ucraineană (99,92%)
     Alte limbi (0,08%)
Conform recensământului din 2001, majoritatea populației localității Strupkiv era vorbitoare de ucraineană (99,92%), existând în minoritate și vorbitori de alte limbi.